# Randküla
Koordinaten: 58° 37′ N, 22° 52′ O
Randküla (deutsch Rannaküll) ist ein Dorf (estnisch küla) auf der größten estnischen Insel Saaremaa. Es gehört zur Landgemeinde Saaremaa (bis 2017: Landgemeinde Orissaare) im Kreis Saare.

## Einwohnerschaft  und Lage
Das Dorf hat achtzehn Einwohner (Stand 31. Dezember 2011). Es liegt nahe der nordöstlichen Küste der Insel, 45 Kilometer von der Inselhauptstadt Kuressaare entfernt.

## Geschichte
1543 lag tho Ranthuelen ein Hafen. Durch Ländertausch entstanden im 17. Jahrhundert der Hof Rannaküll (bis 2017 Rannaküla, heute Kirderanna) und das Dorf Randküla.